# Uğur Pektaş
Uğur Pektaş (* 16. April 1979 in Istanbul) ist ein türkischer Schauspieler.

## Leben und Karriere
Pektaş wurde am 16. April 1979 in Istanbul geboren. Sein Debüt gab er 2005 in der Sendung Survivor Türkiye: Büyük Macera und er gewann den ersten Platz.  Im selben Jahr bekam er die Hauptrolle in der Fernsehserie Düşler ve Gerçekler. Anschließend war er 2006 in der Serie Kuş Dili zu sehen. Von 2006 bis 2016 bekam er seine nächste Hauptrolle in Arka Sokaklar. 2008 heiratete er die türkische Schauspielerin Gamze Özçelik. Das Paar ließ sich 2012 scheiden. Außerdem nahm er 2020 nochmal an der Sendung Survivor 2020 teil.

## Filmografie
Serien
- 2005: Düşler ve Gerçekler
- 2006: Kuş Dili
- 2006–2016: Arka Sokaklar
- 2023–2024: Mahsusa: Trablusgarp

Sendungen
- 2005: Survivor Türkiye: Büyük Macera
- 2020: Survivor Türkiye